# بولاموناوات
البولاموناوات (الاسم العلمي: Polemonioideae) هي أسرة من النباتات تتبع فصيلة البولامونية من الرتبة الخلنجيات.

## قبائل
- البولاموناوية
  - البولامون
  - القبس